# Neo Zone
Neo Zone (promovido como NCT #127: Neo Zone) é o segundo álbum de estúdio em coreano – terceiro no total – do grupo masculino NCT 127, a segunda subunidade do grupo sul-coreano NCT. Precedido pelo lançamento do videoclipe de "Dreams Come True" no dia NCT 127, em 27 de janeiro (1/27), o álbum de 13 faixas foi lançado em 6 de março de 2020 pela SM Entertainment e Universal Music, com Dreamus como distribuidor do mercado da Coreia do Sul, Caroline como distribuidor dos Estados Unidos e Virgin como distribuidora do Reino Unido. Com o fundador da gravadora do grupo, Lee Soo-man, atuando como produtor executivo, a composição e produção do Neo Zone foram contribuídas por Dem Jointz, The Stereotypes, Deez, Yoo Young-jin, Ryan S. Jhun, MZMC, Bazzi, Kenzie, Hitchhiker, Kevin Randolph, Rice N' Peas, Erik Lidbom, Ian Jeffrey Thomas, Squar, Harvey Mason Jr., Dewain Whitmore, Patrick "J. Que" Smith, Britt Burton, LDN Noise, e outros. Descrito como um álbum de vários gêneros, o álbum apresenta sons "elegantes" de electro-pop, R&B, funk e hip-hop que ajudam o grupo a ampliar sua visão sonora, criando assim uma "paisagem sonora agradável". A versão reeditada do álbum, intitulada "NCT #127 Neo Zone: The Final Round", foi lançada em todos os formatos em 19 de maio de 2020.
Após seu lançamento inicial, o álbum recebeu críticas positivas por retratar o melhor do NCT 127 e a ânsia do grupo em expandir seu repertório, com vários críticos de música notando a forte influência do R&B dos anos 90 e a capacidade de "deslizar dentro e fora dos gêneros" enquanto experimentando sons diferentes. Por fim, alcançou grande sucesso comercial, tanto nacional quanto internacionalmente, tornando-se o quinto no ranking das paradas no Gaon Album Chart, sendo a primeira entrada entre os cinco primeiros no ranking da Billboard 200, com a primeira semana de vendas de 87 mil unidades equivalentes a álbuns. Em abril de 2020, o álbum alcançou vendas cumulativas de mais de 805 mil cópias apenas na Coreia do Sul, tornando-se o primeiro lançamento do grupo a receber uma certificação multi-platina pela KMCA.
Três singles foram lançados de Neo Zone: começando com o single de pré-lançamento "Dreams Come True", o lead single "Kick It", e o single principal do álbum repaginado, "Punch", que também foi o terceiro single no geral e final. "Kick It" foi um grande sucesso para o grupo, tornando-se sua primeira entrada no top 30 e seu melhor desempenho de gráficos até hoje no Gaon Digital Chart. Enquanto isso, "Punch" se tornou a primeira entrada do NCT 127 entre os cinco primeiros, e atualmente a posição de pico mais alta do NCT no gráfico digital acima mencionado. Para promover o álbum, o grupo se apresentou em vários programas musicais sul-coreanos, como o Music Bank, Show! Music Core e Inkigayo, ao mesmo tempo em que se tornou o primeiro ato de de K-pop a se apresentar no Houston Livestock Show and Rodeo. O grupo originalmente planejava embarcar em sua primeira turnê nos EUA; intitulada "Neo City - The Awards" em 6 de junho de 2020, mas adiado devido ao bloqueio da pandemia de COVID-19.

## Antecedentes e lançamento

### Neo Zone
Depois de encerrar as atividades de promoção nos Estados Unidos até o final de novembro de 2019, a SM Entertainment divulgou um videoclipe para "Dreams Come True" no canal oficial do grupo, junto com o anúncio do lançamento de NCT #127: Neo Zone em 27 de janeiro de 2020. A gravadora confirmou ainda que o membro Jungwoo se juntaria novamente e participaria das atividades de promoção do grupo após seu hiato inicial a partir de agosto de 2019. Isso fez de Neo Zone, seu primeiro lançamento desde Neo City: Seoul - The Origin em outubro 2019, seu primeiro lançamento original desde We Are Superhuman em maio de 2019 e seu segundo álbum completo em coreano, seguindo Regular-Irregular e seu repaginado no final de 2018.
Em 12 de fevereiro, o grupo lançou um vídeo da "linha do tempo" influenciado pelos anos 90 para o álbum em todas as plataformas de mídia social do grupo, incluindo um cronograma de lançamento e anunciando "영웅 / 英雄 (Kick It)" como o single principal. Em seguida, foi seguido por vários vídeos das faixas, visualizando outras músicas do álbum, antes do teaser do videoclipe de "Kick It" ser carregado no canal oficial da SMTOWN em 3 de março de 2020. O álbum foi lançado fisicamente e digitalmente em 6 de março de 2020, com duas versões diferentes N, C e capas de álbuns diferentes. A versão T foi lançada mais tarde em 20 de março de 2020, enquanto a versão Kihno foi lançada em 27 de março. Com exceção do interlúdio do álbum, as faixas restantes foram totalmente carregadas no canal oficial do grupo, tornando-o o primeiro lançamento do grupo a fazê-lo.

### Neo Zone: The Final Round
Após o sucesso comercial de Neo Zone em março de 2020, a SM Entertainment anunciou em 7 de abril que uma versão reeditada do álbum, intitulada "NCT #127 Neo Zone: The Final Round" seria lançado em algum momento de maio de 2020. A data de lançamento foi confirmada posteriormente em 19 de maio de 2020, com quatro novas faixas, incluindo o terceiro single, intitulado "Punch". Os primeiros teasers de imagens da edição reeditada, que contêm um cronograma de lançamento semelhante ao lançamento original, foram revelados na conta oficial do Twitter do NCT 127. Um teaser de 22 segundos de videoclipe para "Punch" foi lançado no canal do Youtube do grupo, em 17 de maio de 2020, três dias antes de sua estreia oficial. O álbum acabou sendo lançado em todos os formatos em 19 de maio, enquanto a data de lançamento físico nos Estados Unidos estava programada para 12 de junho de 2020. A reedição foi disponibilizada em duas versões, com um CD-R com todas as dezessete faixas, livreto fotográfico e itens colecionáveis de acordo com a arte do pacote. Semelhante ao seu lançamento anterior, três novas músicas do The Final Round foram postadas no canal oficial do grupo no Youtube.

## Gravação e produção
O processo de gravação do álbum ocorreu no SM Studio, localizado em Seoul, Coreia do Sul. A produção do Neo Zone, no entanto, começou em algum momento no início de 2017, quando a equipe de produção americana The Stereotypes teve seu próprio campo de composição para a SM Entertainment, pouco depois do trabalho para álbum de estúdio de 2016 do Bruno Mars, 24K Magic. Enquanto isso, o compositor e produtor sul-coreano Deez buscava algo "novo e divertido", tendo trabalhado em outras três músicas ao mesmo tempo. Ele finalmente alcançou a equipe de produção, procurando por qualquer faixa não utilizada que "tenha a "That's What I Like"- vibe" entre as demos que eles fizeram para o álbum de Mars. Enquanto a equipe tocava suas demos no laptop, Deez finalmente escolheu uma que correspondesse ao que estava procurando. Juntamente com a compositora Bianca "Blush" Atterberry, ele conseguiu completar "Love Song", com a demo original que continha "mais harmonia" do que a versão final. O processo de gravação desta faixa foi, no entanto, concluído "em um tempo muito curto", embora o produtor tenha dito que "Love Song" era "difícil de cantar". Depois de retornar de uma sessão de música nos Estados Unidos durante algumas vezes em 2018, Deez participou de outro campo de composição da SM, onde produziu a faixa uptempo "Love Me Now" em "cerca de quatro horas". Embora a música tivesse um som mais pop, ele usou elementos de R&B para "criar uma linha de pop mais pop, mas um pouco incomum", com o resultado "satisfatório". Com "Dreams Come True", os compositores originalmente tinham o single de 2018 do NCT 127 "Touch" em mente, com a equipe de produção britânica LDN Noise criando um loop básico. Deez e o compositor Bobii Lewis escreveram arranjos adicionais; incluindo piano e variações musicais, bridge e linhas principais de moog para completar a faixa primeiro. Acabou sendo a favorita dos executivos da A&R e a primeira faixa a ser gravada pelos membros.

"Eu me inspirei em minhas próprias experiências pessoais, na atmosfera geral e no assunto da música, e juntei essas duas coisas. E desta vez, foi mais um esforço de equipe - em vez de confiar apenas na minha própria criatividade, escrevi minhas letras para que fluíssem bem com a rima e o fluxo de Johnny e Mark."

—Taeyong sobre o processo de composição do segundo álbum coreano do grupo.
Para o single "Kick It", o grupo se lembrou de ter que gravar o gancho até tarde da noite. Segundo o produtor Deez, a música foi "revisada e multiplicada" por cerca de cem vezes, do final de dezembro de 2019 ao início de fevereiro de 2020. Co-produzido com o produtor americano Dem Jointz e o compositor-produtor da SM Yoo Young-jin (que trabalhou com o grupo durante a sessão de gravação), a música foi originalmente preparada para "cingir os lombos" de "Cherry Bomb 2.0", com o resultado" mais forte "do que o single de 2017. Com o beat loop da música criado por Abernathy, Deez construiu e compôs a seção bridge e dance break com a ideia de "manter" a "cor vocal harmônica" e o trabalho de acordes "extensamente energético", dando assim um arranjo de R&B para trazer à tona cor "na moda e à moda antiga" da música. Diz-se que o membro Taeyong e Mark gravaram suas partes do rap de uma só vez, de acordo com suas preferências, e começaram a organizar todos os cortes qualificados posteriormente com os produtores do álbum. Quando o álbum encerrou seu processo de gravação, Deez foi solicitado pelo selo para criar um prelúdio instrumental adicional, que ele produziu usando trechos de "Kick It" para criar um interlúdio "oriental" pouco antes do lançamento do álbum em março. Além de sua contribuição inicial na composição, Deez também participou como diretor vocal de "White Night", uma colaboração entre a equipe de produção americana The Underdogs e a compositora da SM Kenzie. Ele revelou ainda que a sessão de gravação da faixa foi "bastante longa" devido aos elementos tradicionais de R&B em comparação com os trabalhos anteriores de R&B do grupo. Além da contribuição lírica usual de Taeyong e Mark, o membro Johnny também participou da composição de duas músicas do álbum, "Pandora's Box" e "Love Song", com seus dois membros do grupo acima mencionados.

## Composição

### Neo Zone

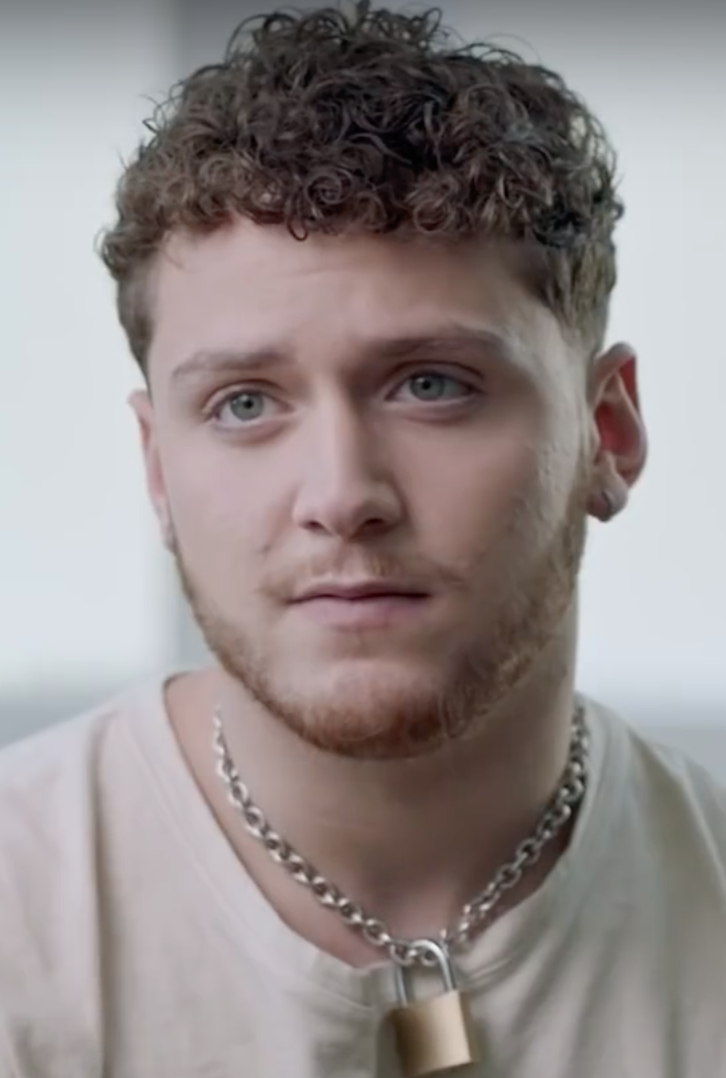
O cantor americano Bazzi co-escreveu "Boom" para Neo Zone.

Descrito como uma "seleção diversificada" de cortes principalmente hip-hop e "slinky" R&B com forte influência dos anos 90, o álbum de 13 faixas também inclui elementos de funk, trap, noise-pop, metal, dance-pop e EDM. O álbum abre com "Elevator (127F)", um número de dança no meio da noite com elementos funk e influência do R&B dos anos 90, que é "refrescante" e "perfeita" para um abridor de álbuns, de acordo com os membros. Foi prosseguido pelo lead single "Kick It", um "poderoso" noise-pop R&B gravado com  riff metal guitar e canto de hip-hop ao longo da música. Produzido pelo produtor americano Dem Jointz, compositor sul-coreano Deez, Ryan S. Jhun, Mayila Jones e Rodnae "Chikk" Bell, com Yoo Young-jin participou do arranjo da música, a música conta como os membros superam seus próprios traumas e medos para se tornarem os "heróis" que são, cabendo assim ao título coreano da música. A terceira faixa "Boom" é uma música "meio sonhadora e meio batida" que contém uma mudança de melodia "única" à medida que o gancho da música começa. Foi co-escrita e apresentada em demo pelo cantor e compositor americano Bazzi, de quem o membro Mark é um grande fã. O álbum continua com "Pandora's Box", uma faixa de R&B com influência dos anos 90, de queima lenta, produzida pelo produtor Erik Lidbom. Com as letras co-escritas pelos membros Taeyong, Mark e Johnny (que participaram da composição das letras pela primeira vez), o grupo canaliza seu "carinho cativante" quando eles comparam seu interesse amoroso ao de uma caixa de Pandora. A quinta faixa, "Day Dream", é descrita como uma faixa "misteriosa, semelhante a um sonho" pelos membros, com letras "memoráveis" baseadas em Alice no país das maravilhas enquanto mostra os vocais "etéreos" do grupo.
A próxima metade do Neo Zone começa com "Interlude: Neo Zone", um interlúdio instrumental que faz os ouvintes "imaginarem" uma performance poderosa e enérgica de acordo com o membro Jungwoo. Começando com cordas e piano, o interlúdio progride lentamente com o som de carrilhão antes de se transformar em um EDM-trap groove, que se adapta ao som característico "NEO" do grupo. Foi seguido por "Mad Dog", assistido por Hitchhiker, um banger "estridente" de hip-hop interpretado pelos membros Taeyong e Mark que contém riffs de metal e quebra de trap "barulhenta" com uma mudança de tom na segunda gota, acompanhada por uma ponte "sonhadora" dos membros Taeil e Doyoung. "Sit Down" é descrita como uma "estrondosa", "rara canção forte" e aclamada como o momento mais puro do hip-hop do álbum, com a vibe R&B dos anos 90 incluída. Produzida por produtores de alto nível como Harvey Mason Jr. e Patrick "J. Que" Smith, suas letras recitam como os membros se recusaram a ser "amarrados" a qualquer padrão. A influenciada pelo EDM "Love Me Now" é considerada um "banger de concertos" e uma "ótima música" para tocar no show do integrante Yuta, enquanto é comparada às faixas anteriores do grupo, como "Replay (PM 01:27)" e "Switch". A décima faixa "Love Song" é outra faixa de R&B "cheia de atitude e alma" pelos membros, já que o refrão é tocado junto com improvisos aparecendo ao longo de toda a música. A produção para a faixa veio de The Stereotypes e Deez, com o primeiro sendo mais conhecido por seu trabalho com Bruno Mars enquanto já havia trabalhado com NCT 127 duas vezes ("Back 2 U (AM 01:27)" e "City 127"). Foi continuado com "White Night", uma faixa de balada "tradicional" de R&B que invoca a influência do soul "jazz piano-laden" que se tornou uma das favoritas do membro Taeil. Em "Not Alone", os membros adotam uma abordagem "muito mais minimalista" em vez de uma batida "suave e calorosa" influenciada por armadilhas synth-pop, onde abraçam uma mensagem de esperança de que "nunca estamos sozinhos". A faixa final "Dreams Come True" viu o grupo colaborar novamente com LDN Noise e Deez para um R&B "clássico e nostálgico" com melodia jazzística de piano que lembra a estética visual e sonora das baladas de R&B de boy bands dos anos 90. Foi uma das primeiras canções que o grupo gravou para seu segundo álbum, e se tornou a favorita do membro Doyoung.

### Neo Zone: The Final Round
Após a confirmação do repackage pela gravadora do grupo em 7 de abril de 2020, o título de quatro novas canções adicionais ao lançamento original de 13 faixas foi revelado: "Punch", "Non Stop", "Make Your Day" and "序曲; Prelude". O urban soul, Hip-Hop "Punch" descreve a "batida dinâmica que ressoa nos ouvidos dos boxeadores" quando eles entram no ringue de boxe com sintetizadores "intensos e únicos". Escrita pela compositora Kenzie (cujo membro Doyoung confirmou sua participação através da conta oficial do grupo no Twitter) e co-produzida por Dem Jointz, a música mostra como os membros superaram seus "momentos de solidão" sempre que sentem vontade de "enfrentar os obstáculos sozinhos". É o primeiro single do The Final Round e, posteriormente, o terceiro single geral do Neo Zone. Ela também contribuiu com a letra e a composição da segunda faixa "Non Stop", uma faixa forte de future bass com som de sintetizador e batidas de bateria expressando como alguém "não vai parar de correr" para alcançar seu interesse amoroso, apesar das dificuldades. A equipe de produção LDN Noise também participou do arranjo da música, tendo trabalhado anteriormente com o grupo em "Dreams Come True". "Make Your Day" é descrita como um jazz, "quente de pop ballad" que vê os membros harmonizando no refrão junto com cordas, e suas vozes suave sobre uma melodia de piano quente. A música apresenta o vocal de cinco membros: Taeil, Doyoung, Jaehyun, Jungwoo e Haechan. O álbum repackage também traz a adição de "序曲; Prelude", um interlúdio instrumental que precede "Kick It" como agora a quarta faixa. De acordo com o produtor Deez, o interlúdio "oriental, étnico" deve "fluir naturalmente" para "Kick It" à medida que avança, experimentando o riff principal e a harmonização "na na na" durante o break. O interlúdio foi um dos últimos trabalhos adicionais a serem criados antes do lançamento inicial de Neo Zone, e foi eventualmente apresentado ao vivo durante o ciclo de promoção do grupo para "Kick It".

## Singlese promoção

### Singles
Antes do lançamento oficial, o grupo revelou um videoclipe influenciado pelos anos 90 para "Dreams Come True" através de seu canal oficial do Youtube em 27 de janeiro de 2020 (que coincidiu com o número 127 do grupo). A música finalmente alcançou o número cento e noventa e seis e o número sessenta no Gaon Digital Chart e no Billboard K-Pop Hot 100, respectivamente.
O videoclipe do segundo single "Kick It" foi revelado dois dias antes de seu lançamento digital, que coincidiu com o lançamento do álbum). A música alcançou um desempenho digital crescente em comparação com os lançamentos anteriores do grupo, chegando ao número vinte e um no Gaon Digital Chart, número nove e três no K-Pop Hot 100 e no World Digital Songs da Billboard, respectivamente. A música também se tornou a segunda aparição do grupo na parada Hot 40 Singles da Nova Zelândia, e a terceira na parada Japan Hot 100; chegando ao número trinta e oito e oitenta e quatro, respectivamente.
Após a confirmação da reedição pela SM Entertainment em 7 de abril, o grupo anunciou que "Punch" seria o single principal da edição de relançamento. Em continuação ao crescente sucesso do grupo, o single se tornou sua primeira entrada no top cinco no Gaon Digital Chart, e seu maior lançamento de gráficos no Japan Hot 100 desde o lançamento de seu single japonês "Chain" em 2018.

### Toure apresentações ao vivo
A promoção do álbum começou com a primeira apresentação do grupo para o então não lançado "序曲; Prelude" e "Kick It" como NCT 127 The Stage através de seu canal oficial em 5 de março de 2020. Um dia depois, o NCT 127 fez sua primeira apresentação em um programa musical para o lead single no Music Bank, eguido de sua promoção no Show! Music Core e Inkigayo. Durante a segunda semana de promoção no Music Bank e no SBS Radio, o grupo apresentou a décima primeira faixa "White Night". O NCT 127 finalmente ganhou seu primeiro troféu no Music Bank por "Kick It" em 27 de março de 2020.
O NCT 127 começou a promover seu terceiro single "Punch" a partir de 22 de maio de 2020 com uma apresentação ao vivo no Music Bank, com promoção programada semelhante no Show! Music Core e Inkigayo ao de "Kick It". Eles finalmente ganharam o primeiro troféu no M Countdown em 28 de maio de 2020, apesar de não comparecerem nem se apresentarem no show. Desde então, a música alcançou um total de quatro troféus, vinculando "Regular" como seu título mais premiado em programas de televisão.
Na continuação de suas atividades de promoção anteriores nos Estados Unidos, o grupo teve seu primeiro show no dia 10 de março de 2020 no Houston Livestock Show and Rodeo, tornando-se o primeiro ato de K-pop a se apresentar no show. Foi relatado que eles iriam embarcar em sua primeira turnê nos EUA; intitulada "Neo City - The Awards", para promover Neo Zone a partir de 6 de junho no Madison Square Garden, que mais tarde foi adiado devido ao bloqueio da pandemia de COVID-19. Como anunciado anteriormente por sua gravadora local, o NCT 127 teve seu show programado ao vivo Beyond LIVE em 17 de maio de 2020, dando prosseguimento ao NCT Dream como o quarto ato de destaque da live. O grupo também apresentou ao vivo "Punch" e a faixa do álbum "Make Your Day" pela primeira vez durante o show ao vivo.

## Recepção

### Crítica profissional
| Críticas profissionais | Críticas profissionais |
| Avaliações da crítica  | Avaliações da crítica  |
| Fonte                  | Avaliação              |
| ---------------------- | ---------------------- |
| Clash                  | (8/10)                 |
| Consequence of Sound   | B+                     |
| IZM                    | [ 57 ]                 |

Após seu lançamento inicial, Neo Zone recebeu críticas positivas dos críticos musicais. Dando ao álbum 3 estrelas de cinco, o escritor Im Sun-hwi do IZM observou que o lançamento diversificado de vários gêneros teve alguns momentos de hip-hop que "não corresponderam às expectativas", mas elogiou o single principal e a última metade do álbum por sua atmosfera "refrescante" e provou que o sucesso do grupo com o álbum "não foi uma coincidência". De acordo com Alexis Hodoyan-Gastelum do Consequence of Sound, o álbum apresenta o grupo no seu melhor, pois "marca todas as caixas quando se trata de jogar com seus pontos fortes, que incluem versatilidade vocal, uma seleção diversificada de jams de hip-hop e R&B, proporcionando aos fãs uma boa diversão". Escrevendo para a Clash, a escritora Debbie Aderinkomi elogiou o álbum como uma "garantia" para agradar o fandom do grupo e os novos fãs, ao mesmo tempo em que observou "sua mistura e influência" de diferentes gêneros como pop, R&B e trap apesar de qualquer impressão de "falta de certa coesão", dando ao grupo oito pontos em dez. Em um artigo para a Rolling Stone de Tim Chan, o escritor elogiou a capacidade do álbum de "entrar e sair de gêneros" e "experimentar" para fazer o grupo se destacar. O escritor da Forbes, Jeff Benjamin, comentou que Neo Zone "realmente marca" a chegada do grupo como um líder do K-pop, enquanto observa a expansão de sua identidade artística com a natureza multi-gênero apresentada ao longo do lançamento. Além disso, a escritora Vandana Pawa da Teen Vogue disse que o grupo "se sente mais totalmente evoluído" e "mais exigente" do que nunca, junto com a confiança em sua apresentação por meio do lançamento de Neo Zone, indicou ainda a visão mais ampla da boy band para uma presença "dinâmica e apaixonada".

## Desempenho comercial
Pouco depois de seu lançamento, Neo Zone reivindicou sua posição número um no iTunes em 33 países, enquanto varria várias paradas de álbuns nacionais. O álbum estreou em primeiro lugar no Gaon Album Chart na semana de 7 de março de 2020, tornando-se o quinto top 1 das paradas do grupo e seu segundo lançamento a ficar no topo por mais de uma semana. Exceto pelo interlúdio do álbum, todas as faixas do álbum também figuraram no Gaon Digital Chart, fazendo do Neo Zone o primeiro lançamento do grupo a fazê-lo. Ele acabou se tornando o álbum mais vendido de março de 2020 no Gaon Album Chart, com vendas cumulativas de 748 mil cópias tanto da versão física quanto da versão Kihno, que apareceu independentemente no décimo primeiro lugar na parada mensal. Combinado com vendas adicionais de mais de 59 mil cópias (contando tanto a versão padrão quanto a versão Kihno) em abril de 2020, o álbum desde então alcançou vendas cumulativas de mais de 807 mil cópias, garantindo assim ao NCT 127 seu primeiro álbum a se qualificar para uma certificação multi-platina na KMCA. Após seu relançamento sob o nome de The Final Round, o álbum passou uma terceira semana no topo das paradas, e foi o segundo lançamento mais vendido em maio de 2020 na parada mensal do Gaon Album Chart com 409.620 cópias vendidas. Também foi certificado com Platina pela KCMA, dando ao NCT 127 seu quarto lançamento certificado com platina. Com as vendas da edição repackage combinadas, Neo Zone se tornou o primeiro álbum de um milhão de vendas do NCT 127 na Coreia do Sul, tendo vendido mais de 1,2 milhão de cópias em maio de 2020.
O álbum também alcançou sucesso internacional. Estreando no quinto lugar na Billboard 200, com 87 mil unidades equivalentes ao álbum (incluindo 83 mil de vendas de álbuns puros), Neo Zone ultrapassou o We Are Superhuman (2019) para se tornar o primeiro top cinco do grupo, ganhando-lhes as melhores vendas da semana até aquele momento e, subsequentemente, o seu desempenho mais longo nas tabelas até à data. Após o lançamento de The Final Round, o álbum voltou a entrar nas paradas como número quatorze na semana de 27 de junho de 2020, antes de descer para o número quarenta na semana seguinte. Além disso, Neo Zone foi o oitavo lançamento físico mais vendido nos Estados Unidos em junho de 2020, tendo vendido um total estimado de 196 mil cópias. Ele também se tornou o terceiro top 1 do grupo no World albums da Billboard após Limitless (2017) e We Are Superhuman (2019), e de longe o seu reinado de liderança mais longo nas paradas, com três semanas na posição número um, após seu relançamento. Em 11 de abril, o álbum vendeu 561 mil unidades equivalentes ao álbum em todo o mundo. Ele também apareceu no número vinte e seis e trinta e quatro no Canadian Albums Chart e Official UK Digital Album respectivamente, tornando assim sua posição de pico mais alta até aquele momento. O álbum também alcançou um pico de número três no gráfico japonês Oricon Albums Chart, tendo vendido um total de 32.453 cópias em abril de 2020, enquanto The Final Round alcançou o número quatro após seu lançamento no final de maio.

## Lista de faixas
Créditos adaptados da página do álbum no Naver Music.
| Neo Zone       |                                                                                          | | |                                                                       |         |  |
| N.º            | Título                                                                                   | Letras | Música | Arranjo                                                               | Duração |  |
| 1.             | "Elevator (127F)"                                                                        | Cheon Song-yi (Joombas) | Sylvester "Sly" Willy Sivertsen Max "Wolfgang" McElligott SHΛE JΛCOBS                                                            | Sylvester "Sly" Willy Sivertsen Max "Wolfgang" McElligott SHΛE JΛCOBS | 3:29    |  |
| 2.             | "Kick It" (hangul: 영웅; hanja: 英雄; rr: Yeong-ung; lit. Hero)                          | Wutan Rick Bridges danke (lalala Studio) | Dem Jointz Mayila Jones Rodnae "Chikk" Bell Deez Ryan S. Jhun Yoo Young-jin                                                      | Dem Jointz Deez Yoo Young-jin                                         | 3:53    |  |
| 3.             | "Boom" (hangul: 꿈; rr: Kkum; lit. Dream)                                                | Seo Ji-eum | Kevin White (Rice N' Peas) Mike Woods (Rice N' Peas) Andrew Bazzi (Rice N' Peas) MZMC                                            | Rice N' Peas                                                          | 3:29    |  |
| 4.             | "Pandora's Box" (hangul: 낮잠; rr: Natjam; lit. Nap)                                     | JQ (Makeumine Works) Hyeon Ji-won (Makeumine Works) Kim Hye-ji (Makeumine Works) Taeyong Mark Johnny | Erik Lidbom | Erik Lidbom                                                           | 4:09    |  |
| 5.             | "Day Dream" (hangul: ; hanja: 白日夢; rr: Baegilmong)                                    | Hwang Yoo-bin | Ian Jeffrey Thomas Hannah Wilson Ariowa Irosogie Andrew Beckner                                                                  | Ian Jeffrey Thomas                                                    | 3:25    |  |
| 6.             | "Interlude: Neo Zone"                                                                    | | SQUAR (Blur) | SQUAR (Blur)                                                          | 1:39    |  |
| 7.             | "Mad Dog" (hangul: 뿔; rr: Ppul; lit. Horn) (cantada por Taeil, Doyoung, Mark e Taeyong) | Kim Boo-min Taeyong Mark | Hitchhiker Charles "Chizzy" Stephens III John Fulford III Christopher Newland                                                    | Hitchhiker                                                            | 3:03    |  |
| 8.             | "Sit Down!"                                                                              | Hwang Yoo-bin Tommy $trate | Harvey Mason Jr. Dewain Whitmore Patrick "J. Que" Smith Britt Burton                                                             | Harvey Mason Jr. Kevin Randolph                                       | 3:20    |  |
| 9.             | "Love Me Now" (hangul: 메아리; rr: Meari; lit. Echo)                                     | Le'mon (Joombas) Rick Bridges | Mike Daley Mitchell Owens Deez Willbart "Vedo" McCoy III                                                                         | Mike Daley Mitchell Owens                                             | 4:08    |  |
| 10.            | "Love Song" (hangul: 우산; rr: Usan; lit. Umbrella)                                      | Seo Ji-eum Taeyong Mark Johnny | The Stereotypes Deez Bianca "Blush" Atterberry                                                                                   | The Stereotypes Deez                                                  | 3:35    |  |
| 11.            | "White Night" (hangul: 백야; rr: Baegya)                                                 | Ji Yu-ri JQ (Makeumine Works) Kim Hye-jung (Makeumine Works) | Kenzie Harvey Mason Jr. Kevin Randolph Dewain Whitmore Jr. Dewain Whitmore Ester Na (The Wildcardz) Sadie Currey (The Wildcardz) | Harvey Mason Jr. Kevin Randolph                                       | 4:03    |  |
| 12.            | "Not Alone"                                                                              | Jo Yoon-kyung | Nicki Adamsson Michael Matosic Michelle Elaine Buzz                                                                              | Nicki Adamsson                                                        | 3:45    |  |
| 13.            | "Dreams Come True"                                                                       | Kim Woo-jung Lee Chang-hyuk Jeon Ji-eun (January 8th (lalala Studio Hwang Seon-jeong (January 8th (lalala Studio)) Kim Jeong-mi (January 8th (lalala Studio)) Min Yeon-jae (lalala Studio) Lee Hyo-jae (lalala Studio) | LDN Noise Deez Bobii Lewis | LDN Noise                                                             | 3:45    |  |
| Duração total: | Duração total:                                                                           | Duração total: | Duração total: | Duração total:                                                        | 45:52   |  |

| The Final Round | | | |                                                         |         |  |
| N.º             | Título | Letras                                                                                               | Música | Arranjo                                                 | Duração |  |
| 1.              | "Punch" | Kenzie                                                                                               | Kenzie Dem Jointz Keynon "KC" Moore (3Sixty)                                                                 | Kenzie Dem Jointz Harold "Alawn" Philippon Ryan S. Jhun | 3:24    |  |
| 2.              | "Non Stop" | Kenzie                                                                                               | Kenzie LDN Noise Adrian McKinnon                                                                             | LDN Noise                                               | 3:24    |  |
| 3.              | "Prelude" (hangul: 서곡; hanja: 序曲; rr: Seogok)                                                                           | | Deez Dem Jointz Yoo Young-jin                                                                                | Deez                                                    | 1:45    |  |
| 4.              | "Kick It" (hangul: 영웅; hanja: 英雄; rr: Yeong-ung; lit. Hero)                                                             | Wutan Rick Bridges danke (lalala Studio)                                                             | Dem Jointz Mayila Jones Rodnae "Chikk" Bell Deez Ryan S. Jhun Yoo Young-jin                                  | Dem Jointz Deez Yoo Young-jin                           | 3:53    |  |
| 5.              | "Boom" (hangul: 꿈; rr: Kkum; lit. Dream)                                                                                   | Seo Ji-eum                                                                                           | Kevin White (Rice N' Peas) Mike Woods (Rice N' Peas) Andrew Bazzi (Rice N' Peas) MZMC                        | Rice N' Peas                                            | 3:29    |  |
| 6.              | "Pandora's Box" (hangul: 낮잠; rr: Natjam; lit. Nap)                                                                        | JQ (Makeumine Works) Hyeon Ji-won (Makeumine Works) Kim Hye-ji (Makeumine Works) Taeyong Mark Johnny | Erik Lidbom                                                                                                  | Erik Lidbom                                             | 4:09    |  |
| 7.              | "Day Dream" (hangul: ; hanja: 白日夢; rr: Baegilmong)                                                                       | Hwang Yoo-bin                                                                                        | Ian Jeffrey Thomas Hannah Wilson Ariowa Irosogie Andrew Beckner                                              | Ian Jeffrey Thomas                                      | 3:25    |  |
| 8.              | "Make Your Day" (hangul: 너의 하루; rr: Neoui Haru; lit. Your day) (cantada por Taeil, Doyoung, Jaehyun, Jungwoo e Haechan) | Seo Ji-eum                                                                                           | Andrew Choi (ADC Music) minGtion (ADC Music)                                                                 | ADC Music                                               | 3:35    |  |
| 9.              | "Interlude: Neo Zone" | | SQUAR (Blur)                                                                                                 | SQUAR (Blur)                                            | 1:39    |  |
| 10.             | "Mad Dog" (hangul: 뿔; rr: Bbul; lit. Horn) (cantada por Taeil, Doyoung, Mark e Taeyong)                                    | Kim Boo-min Taeyong Mark                                                                             | Hitchhiker Charles "Chizzy" Stephens III John Fulford III Christopher Newland                                | Hitchhiker                                              | 3:03    |  |
| 11.             | "Sit Down!" | Hwang Yoo-bin Tommy $trate                                                                           | Harvey Mason Jr. Dewain Whitmore Patrick "J. Que" Smith Britt Burton                                         | Harvey Mason Jr. Kevin Randolph                         | 3:20    |  |
| 12.             | "Love Me Now" (hangul: 메아리; rr: Meari; lit. Echo)                                                                        | Le'mon (Joombas) Rick Bridges                                                                        | Mike Daley Mitchell Owens Deez Willbart "Vedo" McCoy III                                                     | Mike Daley Mitchell Owens                               | 4:08    |  |
| 13.             | "Love Song" (hangul: 우산; rr: Usan; lit. Umbrella)                                                                         | Seo Ji-eum Taeyong Mark Johnny                                                                       | The Stereotypes Deez Bianca "Blush" Atterberry                                                               | The Stereotypes Deez                                    |         |  |
| 14.             | "White Night" (hangul: 백야; rr: Baegya)                                                                                    | Ji Yu-ri JQ (Makeumine Works) Kim Hye-jung (Makeumine Works)                                         | Kenzie Harvey Mason Jr. Kevin Randolph Dewain Whitmore Ester Na (The Wildcardz) Sadie Currey (The Wildcardz) | Harvey Mason Jr. Kevin Randolph                         | 4:03    |  |
| 15.             | "Not Alone" | Jo Yoon-kyung                                                                                        | Nicki Adamsson Michael Matosic Michelle Elaine Buzz                                                          | Nicki Adamsson                                          | 3:45    |  |
| 16.             | "Dreams Come True" | Kim Woo-jung Lee Chang-hyuk Jeon Ji-eun (January 8th (lalala Studio                                  | |                                                         |         |  |
| Duração total:  | Duração total: | Duração total:                                                                                       | Duração total:                                                                                               | Duração total:                                          | 57:58   |  |

|Kim Jeong-mi (January 8th (lalala Studio}}|Min Yeon-jae (lalala Studio)|Lee Hyo-jae (lalala Studio)}}
| música16        = 
- LDN Noise
- Bobii Lewis

| extra16         = 
- LDN Noise
- Deez

| duraçõa16       = 3:45
| título17        = Elevator (127F)
| nota17          = 
| letra17         = 
- Cheon Song-yi (Joombas)

| música17        = 
- Sylvester "Sly" Willy Sivertsen
- Max "Wolfgang" McElligott
- SHΛE JΛCOBS

| extra17         = 
- Sylvester "Sly" Willy Sivertsen
- Max "Wolfgang" McElligott
- SHΛE JΛCOBS

| duração17       = 3:29
}}

## Paradas musicais

### Gráficos semanais
| Gráfico (2020)                     | Melhores posições | Melhores posições |
| Gráfico (2020)                     | Neo Zone          | The Final Round   |
| ---------------------------------- | ----------------- | ----------------- |
| Bélgica (Ultratop Flandres)        | 100               | –                 |
| Bélgica (Ultratop Valônia)         | 141               | –                 |
| Canadian Albums (Billboard)        | 26                | –                 |
| Hungarian Albums (MAHASZ)          | 15                | 15                |
| Japanese Albums (Oricon)           | 3                 | 4                 |
| Japan Hot Albums (Billboard Japan) | 14                | 21                |
| Lithuanian Albums (AGATA)          | 82                | –                 |
| Polish Albums (ZPAV)               | 10                | –                 |
| Escócia (Official Scottish Albums) | 47                | –                 |
| South Korean Albums (Gaon)         | 1                 | 1                 |
| UK Digital Albums (OCC)            | 34                | –                 |
| US Billboard 200                   | 5                 | 14                |
| US Top Album Sales                 | 1                 | 1                 |
| US Independent Albums              | 2                 | 2                 |
| US Tastemaker Albums               | 1                 | 1                 |
| US World Albums (Billboard)        | 1                 | 1                 |

### Gráficos mensais
| Gráfico (2020)             | Melhores posições | Melhores posições |
| Gráfico (2020)             | Neo Zone          | The Final Round   |
| -------------------------- | ----------------- | ----------------- |
| Japanese Albums (Oricon)   | 13                | 12                |
| South Korean Albums (Gaon) | 1                 | 2                 |

## Conquistas

### Prêmios em programas musicais
| Canções   | Programa         | Rede | Data                | Ref.    |
| --------- | ---------------- | ---- | ------------------- | ------- |
| "Kick It" | Music Bank       | KBS  | 27 de março de 2020 | [ 45 ]  |
| "Punch"   | M Countdown      | Mnet | 28 de maio de 2020  | [ 48 ]  |
| "Punch"   | M Countdown      | Mnet | 4 de junho de 2020  | [ 99 ]  |
| "Punch"   | Music Bank       | KBS  | 29 de maio de 2020  | [ 100 ] |
| "Punch"   | Show! Music Core | MBC  | 30 de maio de 2020  | [ 101 ] |

## Histórico de lançamento
| Álbum                     | Região         | Data                | Formato(s)                                    | Distribuidor                               |
| ------------------------- | -------------- | ------------------- | --------------------------------------------- | ------------------------------------------ |
| Neo Zone                  | Vários         | 6 de março de 2020  | CD (N & C version) download digital streaming | SM Dreamus Caroline Universal Music Virgin |
| Neo Zone                  | Coreia do Sul  | 20 de março de 2020 | CD (T version)                                | SM Dreamus                                 |
| Neo Zone                  | Coreia do Sul  | 27 de março de 2020 | Kihno                                         | SM Dreamus                                 |
| Neo Zone: The Final Round | Coreia do Sul  | 19 de maio de 2020  | CD (A & B version) download digital streaming | SM Dreamus                                 |
| Neo Zone: The Final Round | Vários         | 19 de maio de 2020  | Digital download streaming                    | SM Caroline Universal Music                |
| Neo Zone: The Final Round | Vários         | 15 de junho de 2020 | Kihno                                         | SM Caroline Universal Music                |
| Neo Zone: The Final Round | Estados Unidos | 12 de junho de 2020 | CD (A & B version)                            | SM Caroline Universal Music                |